# Кадар Дюла
Дюла Кадар (нар. 1930, Дєндєш) — угорський вчений в області технології, хімії та біохімії виноробства. Кандидат сільськогосподарських наук, колишній декан (1974–1980), завідувач кафедри (1967–1991) та проректор (1983–1986) в Університеті садівництва. Професор.

## Біографія
Народився у 1930 році в місті Дєндєші (тепер Угорщина). Працював завідувачем кафедри виноградарства і виноробства Будапештського університету садівництва. Член Угорської соціалістичної робітничої партії з 1950 року. Нагороджений орденом Праці.

## Наукова діяльність
Основні праці присвячені питанням технології приготування білих вин, малоокисленних, вин типу хересу (наприклад, Галіос), а також біологічного дозрівання вин з використанням плівкоутворюючих дріжджів. Автор понад 120 наукових робіт, в тому числі 6 монографій. Зокрема:
- Homoki bor keszitese es kezelese. — Budapest, 1971;
- Boraszat. — Budapest, 1982;
- Современные способы производства виноградных вин / Под ред. Г. Г. Валуйко. — Москва, 1984 (у співавторстві).